# Вестфаль, Хайнц
Хайнц Вестфа́ль (нем. Heinz Westphal; 4 июня 1924 — 30 октября 1998) — немецкий общественный деятель, политик от партии СДПГ, министр труда в кабинете Гельмута Шмидта. Вице-президент немецкого бундестага с 1983 по 1990 годы.

## Образование и общественная деятельность
Окончив школу, Хайнц Вестфаль в 1939—1942 годах осваивал профессию слесаря авиационных моторов на моторном заводе Daimler-Benz в Генсхагене под Берлином. Получив квалификационное свидетельство, Вестфаль хотел продолжить обучение, чтобы стать инженером, но в 1943 году был призван в армию. Прошёл подготовку бортрадиста, но в результате был отправлен на фронт рядовым мотопехоты. В боях в Восточной Пруссии был легко ранен, вернулся в Берлин, работал автослесарем.
С 1946 года Вестфаль молодёжный секретарь берлинского представительства СДПГ, и, одновременно председатель молодёжной организации «Социалистическая молодёжь Германии — Соколы» (нем. Sozialistische Jugend Deutschlands – Die Falken) в Берлине. В этом качестве, в 1947 году, он участвовал в переговорах об основании общегерманского союза молодёжных организаций с председателем союза свободной немецкой молодёжи — Эрихом Хонеккером.
В 1949 году Хайнц Вестфаль был арестован в Восточном Берлине и осуждён за сопротивление представителю власти на 6 недель тюрьмы, однако уже через 11 дней был отпущен на свободу. В пятидесятые Вестфаль продолжал активную работу в руководстве «Социалистической молодёжи Германии», был молодёжным секретарём в союзном секретариате в Ганновере (1950—1952), федеральным секретарём «СМГ — Соколы» с 1953 по 1957 год в Бонне и Франкфурте. Одновременно с этим, с 1948 по 1957 год, был членом управления IUSY (Международный союз молодых социалистов). В 1955—1956 — председателем федерального объединения немецких молодёжных организаций (DBJR — нем. Deutscher Bundesjugendring), а в 1958—1965 его генеральным директором.

## Личная жизнь
Хайнц Вестфаль родился в семье Макса и Алисы Вестфаль. Его отец — видный деятель СДПГ, являлся членом правления партии до 1933 года. В период Третьего рейха подвергался гонениям со стороны нацистов, был неоднократно арестован и в конце концов умер в концлагере, в 1942 году.
Сам Хайнц был женат, у него один ребёнок.

## Депутат
В немецком бундестаге Вестфаль с 1965 года. Проходил по спискам от избирательного округа Ванне-Эйкель — Ваттеншейд. С 1980 года — от избирательного округа Херне. С 1976 по 1982 годы был председателем рабочей группы, ответственной за финансовое хозяйство СДПГ — фракции бундестага. С 1983 по 1990 годы занимал пост вице-президента бундестага.

## Государственные должности
С 21 октября 1969 по 16 мая 1974 года находился на должности парламентского статс-секретаря федерального министра по делам молодёжи, семьи и здоровья. После кабинетной ротации, незадолго до распада правящей коалиции, был назначен на должность министра труда и общественных дел. Его время пребывания в должности завершилось с избранием Гельмута Коля канцлером ФРГ.

## Общественные должности
На протяжении все своей жизни Хайнц Вестфаль не переставал интересоваться развитием молодёжной политики и принимать участие в работе различных общественных молодёжных организаций.
Он был учредителем и председателем общества «Создание учебных мест», в своем избирательном округе Херне, содержание которого осуществлялось за счёт его министерской пенсии. Эта благотворительная традиция продолжалась и его вдовой Ингеборг. Кроме того, являлся членом правления архива движения рабочей молодёжи, входил в попечительский совет объединения «Förderverein Internationale Jugendbegegnungsstätte Dachau e. V.» С 1972 по 1974 годы Вестфаль был председателем попечительского совета Европейского юношеского творчества, с 1953 по 1975 годы — соиздателем журнала «Немецкая молодёжь» (нем. «Deutsche Jugend»). С 1990 по 1996 годы Вестфаль — член правления международного союза по общественной работе и молодёжной общественной работе.
Развивал связи с Израилем и с 1967 года был участником немецко-израильского общества, впоследствии стал президентом этой организации, с 1972 по 1977 годы, и вице-президентом, до 1985 года. Также, с 1974 по 1982 годы, возглавлял Немецкую службу развития (нем. Deutscher Entwicklungsdienst), с 1964 по 1974 годы — член телевизионного совета канала ZDF в Майнце. Наконец, с 1993 года, по рекомендации федерального правительства, Вестфаль становится немецким представителем Международного музея Освенцима и Биркенау.
Его наследство находится в архиве социальной демократии в Бонне. Из него выплачивается премия Хайнца Вестфаля, учреждённая министерством по делам семьи и молодёжи и федеральным объединением немецких молодёжных организаций (DBJR), которая раз в два года присуждается выдающимся активистам общественного движения.